# 黑顶黄堇
黑顶黄堇（学名：Corydalis nigroapiculata），为罂粟科紫堇属下的一个植物种。